# Містер Олімпія 2007
Містер Олімпія 2007 — найбільш значуще міжнародне змагання з культуризму, що проводиться під егідою Міжнародної федерації бодібілдингу (англ. International Federation of Bodybuilding, IFBB). Змагання проходили 29 вересня 2007 року в Orleans Arena в Лас Вегасі, США. Це був сорок третій турнір «Містер Олімпія». Свій другий титул завоював Джей Катлер з США.

## Результати
Призовий фонд становив $420,000. Переможець отримав $155,000. Друге місце – $90,000. Третє – $60,000.
| Місце | Приз     | Ім'я!              | Країна                   | 1+2 | 3  | 4  | Бали |
| ----- | -------- | ------------------ | ------------------------ | --- | -- | -- | ---- |
| 1     | $155,000 | Джей Катлер        | США                      | 14  | 8  | 6  | 28   |
| 2     | $90,000  | Віктор Мартінес    | Домініканська Республіка | 16  | 7  | 9  | 32   |
| 3     | $60,000  | Декстер Джексон    | США                      | 30  | 16 | 16 | 62   |
| 4     | $48,000  | Ронні Коулмен      | США                      | 48  | 21 | 20 | 89   |
| 5     | $38,000  | Денніс Вольф       | Німеччина                | 50  | 25 | 25 | 100  |
| 6     | $30,000  | Мелвін Ентоні      | США                      | 48  | 29 | 30 | 107  |
| 7     | $18,000  | Сильвіо Самуель    | Іспанія                  | 76  | 37 |    | 113  |
| 8     | $17,000  | Густаво Баделл     | Венесуела                | 76  | 42 |    | 118  |
| 9     | $16,000  | Джонні О. Джексон  | США                      | 92  | 47 |    | 139  |
| 10    | $14,000  | Девід Генрі        | США                      | 98  | 46 |    | 144  |
| 11    | $4,000   | Ронні Рокел        | Німеччина                | 110 | 57 |    | 167  |
| 12    | $4,000   | Даррем Чарльз      | Тринідад і Тобаго        | 140 | 57 |    | 197  |
| 13    | $4,000   | Хідетада Ямагіші   | Японія                   | 130 | 71 |    | 201  |
| 14    | $4,000   | Тоні Фрімен        | США                      | 138 | 67 |    | 205  |
| 15    | $4,000   | Вілл Гарріс        | США                      | 140 | 68 |    | 208  |
| 16    | $4,000   | Марк Дагдейл       | США                      | 160 |    |    | 160  |
| 16    | $4,000   | Сергій Шелестов    | Росія                    | 160 |    |    | 160  |
| 16    | $4,000   | Квінсі Тейлор      | США                      | 160 |    |    | 160  |
| 16    | $4,000   | Білл Вілмор        | США                      | 160 |    |    | 160  |
| 16    | $4,000   | Едді Еб'ю          | Велика Британія          | 160 |    |    | 160  |
| 16    | $4,000   | Вінс Тейлор        | США                      | 160 |    |    | 160  |
| 16    | $4,000   | Маркус Рюль        | Німеччина                | 160 |    |    | 160  |
| 16    | $4,000   | Франциско Баутіста | Іспанія                  | 160 |    |    | 160  |
| 16    | $4,000   | Маркус Хейлі       | США                      | 160 |    |    | 160  |

## Визначні події
- Джей Катлер виграв свій другий поспіль титул Містер Олімпія.
- Віктор Мартінес показав вражаючий виступ, посівши лише 2-е місце.
- Після змагань Ронні Коулмен оголосив про свій відхід з професійного бодібілдингу.